# Victims Family
Victim's Family – amerykańska grupa muzyczna działająca w latach 1984-2002. Założona w Santa Rosa w Kalifornii przez basistę Larry'ego Boothroyda, gitarzystę i wokalistę Ralpha Spighta oraz perkusistę Devona VrMeera. Ich brzmienie trudno zakwalifikować do określonego gatunku – łączy w sobie hardcore punk, heavy metal, jazz, funk, hard rock, noise i in. Byli ważnym przedstawicielem sceny HC/punk w San Francisco. Wpływ ich muzyki słychać u innych czołowych przedstawicieli rocka alternatywnego, bo grali i utrzymywali kontakty z m.in. Primus, Nomeansno, Mr Bungle, Jello Biafra.

## Skład
- Ralph Spight - wokal, gitara
- Larry Boothroyd - gitara basowa
- Devon VrMeer, Tim Solyan, Eric Strand, David Gleza - perkusja

## Dyskografia

### Albumy
- 1986 	Voltage and Violets LP 	Mordam Records
- 1988 	Things I Hate to Admit LP Mordam Records
- 1990 	White Bread Blues LP 	Mordam Records
- 1992 	The Germ LP 	Alternative Tentacles
- 1994 	Headache Remedy LP 	Alternative Tentacles
- 1995 	Four Great Thrash Songs LP 	Alternative Tentacles
- 2001 Apocalicious LP Alternative Tentacles

### EP
- 1988 	Son of a Church Card/Quivering Lip 7" 	Mordam Records
- 1990 	"Burly Jalisco" on Sasquach compilation 7" Kirbdog
- 1990 "Sinatra Mantra" on The Big One Flipside Records
- 1991 	"My Evil Twin" on split 7" with Coffin Break Rave Records
- 1992 	"Ill in the Head" on Virus 100 Comp. LP Alternative Tentacles
- 1993 	Maybe if I... 7" 	Alternative Tentacles
- 2001 "Dr. Schlesinger" on split 7" with the Fleshies Alternative Tentacles
- 2002 "Fridge" on comp. Apocalypse Always Alternative Tentacles
- 2012 "Have a nice day" 7" Alternative Tentacles